# Novák Ede
Novák Ede (Budapest, 1888. január 15. – Budapest, Józsefváros, 1951. november 18.) magyar építész.

## Életpályája
Budapesten született Novák Sándor (1858–1905) fakereskedő és Hübsch Leontin fiaként. Építész diplomáját 1910-ben szerezte a budapesti Műegyetemen. Édesapja korai halála miatt hét fiatalabb testvére eltartásához anyagilag hozzá kellett járulnia. Egyetemi tanulmányai alatt különböző kivitelező vállalatoknál vállalt állást, majd tervezőépítész irodájában is megfordult, azonban sem egyetlen fennmaradt, 1951-ben keletkezett szűkszavú önéletrajzából, sem munkakönyvéből nem derül ki, kiknél volt alkalmazásban. Barát Béla évfolyamtársával 1911-ben társult, emellett egy darabig még alkalmazottként is dolgozott más építészek irodájában. Közös irodájuk a Halász utca 1. szám alatt működött, egészen Barát Béla 1945-ben bekövetkezett haláláig. Hosszú együttműködésük harmonikus alapja lehetett, hogy a megbízások megtervezésénél általában az a munkamegosztás érvényesült, hogy Novák Ede az alaprajzi és tömegformálást végezte, míg a dekoratív, művészi részletek kidolgozása Barát Béla feladata volt. Irodájuk rendkívül sokféle feladat megtervezését vállalta el, családi és bérházakon, iskolákon, ipari épületeken, középületeken kívül síremlékeket, bútorokat, belső berendezéseket, portálokat és kerteket is terveztek. 1923. június 27-én házasságot kötött Hoffmann Erzsébettel (1900–1990), Hoffmann Benedek és Hofstätter Lenkének a leányával. Anyai nagybátyja Hofstätter Béla építész volt. Két fia született, Novák Péter építész és Novák János orvos.
Az építészhallgatók lapjában, a Megfagyott Muzsikus 1909-es számában megjelent rajzai alapján a néhány évvel korábban végzett Kós Károly és a Fiatalok csoportja erőteljes hatást gyakoroltak rá. Az első világháború előtt pályájuk ígéretesen indult, több állami megbízást nyertek el. Megvalósult korai műveik – legkorábbi ismert alkotásuk a kultuszminisztérium megbízásából épült kispesti polgári leányiskola (Ady Endre út 73-75.), a pénzügyminisztérium megbízásából épült Wekerle-telep két lakóháza (Kós Károly tér 12. és 13.) és a nyitrai Központi Bank épülete is – a népies szecesszió hatását mutatják. A telepszerű beépítés későbbiekben is foglalkoztatta őket. A háború után közvetlenül részt vettek a Pongrác úti kislakásos telep építésében (J jelű épület), majd a 20-as évek végén az ő típusterveik alapján épült az Országos Társadalombiztosító Intézet Albertfalva kertvárosi lakótelepének 100 lakóépülete, és végül a lakótelep kivitelezőjének, a Fejér és Dános cégnek köszönhetően közreműködtek a pasaréti első modern kísérleti mintatelep megépítésében is (Napraforgó utca 22.).
Az 1910–1920-as években számos városrendezési pályázaton (Vác, Kassa, Miskolc és Salgótarján) indultak, és minden alkalommal díjazták terveiket. Egyik legfontosabb alkotásuk a Posta központi anyagszertárának nagycsarnoka (Gyáli út 18-20.), a megbízást 1914-ben nyerték el, de a kivitere csak a háború után került sor. A tisztán vasbeton szerkezetű csarnok korai vasbeton-építészetünk jelentős alkotása, ahol konstruktőri vénájukat is megcsillantották. A '20-as évek második felében még részt vettek a Földművelésügyi Minisztérium 3 különböző téli gazdasági iskola pályázatán, ahol két 3. díjat nyertek, és felépíthették a jánoshalmai, mohácsi és csongrádi iskolát. A 20-as évek közepétől tevékenységük a magánmegbízások irányába tolódott el, összefüggésben az állami pályázatokon érvényesülő - származásukkal összefüggő - hátrányos megkülönböztetéssel.
Zsidó szakrális épületek tervpályázatain – Hősök temploma és a Váli úti zsinagóga – egyedül indult Novák Ede, de a tervezésben Barát is közreműködhetett, mint ahogy közös munkaként említik a magyarfalvai rk. templomot, melynek kivitele a háború miatt elmaradt.
Az 1920-as években ismét előtérbe kerültek a neostílusok, historizáló tendenciák, és igazodva a megrendelő igényeihez az ebben az időszakban tervezett villáik, neoreneszánsz (Érmelléki út 8.), neoklasszicista (Herman Ottó utca 9.), vagy neobarokk stílusban (Eötvös út 32.) készültek. Valamennyit rendkívül igényesen, a belső terektől a kerítésig összhangban tervezték meg. Ugyanebben az időben tervezett bérházaik tömegalakítása a századfordulós bérházak megoldásait követik, többnyire az ekkor korszerűnek számított kapcsolt udvaros alaprajzi megoldásokat alkalmazták, az udvari szárnyakon függőfolyosóval. A sarkokon ívesen átforduló homlokzatok kialakítása puritán, kevés építészeti tagozatot alkalmaztak (Pannónia utca 14. – ebben a házban lakott családjával Novák Ede –, Csanády utca 4/a). A Pannónia utca 12. homlokzata téglaburkolatú, a ma már műemlék Wesselényi utca 26. pedig finoman hullámzó Art Deco díszítést kapott. Valamennyi bérház előcsarnoka és lépcsőháza színes kőburkolatokkal, a rájuk jellemző igényességgel lett megtervezve.
Az 1920-as évek végén Magyarországon is megjelenő modern tendenciák hatására a '30-as évek elejétől építészetük átalakult, de nem lettek az építészeti avantgárd, vagy a Bauhaus követői, meghatározó maradt a pályájuk kezdete óta jellemző dekorativitásra törekvés, és szabadabban, kötöttségektől mentesen használtak fel anyagokat. Egyénibb hang lett jellemző villaépítészetükre: a Napraforgó utca 22. villáján alkalmazott teraszokkal megbontott tömegalakítás, változatos, igényes korlátmegoldások, az íves, osztatlan üvegezésű, zsalugáteres teraszajtók jellegzetes elemei épületeiknek (Rezeda utca 3., Pasaréti út 109., Mandula utca 20., Csopaki utca 3/b., Pasaréti út 46.). A megrendelői igényeknek megfelelően, korábbi épületeik formai megoldásait - korszerűsítve - ismét felhasználják, mint például az Érmelléki út 8. főhomlokzati tömegkialakítása azonos a Szirtes út 9. számú villáéval, de terveznek még historizáló stílusban is (Vérhalom utca 33/a). A megrendelő ízlésének meghatározó voltát illusztrálja az azonos évben tervezett Kitailbel Pál utcai és a Garas utcai bérvillák esete, előbbi tisztán modern elemekből építkezik, utóbbi historizáló épülettagolást kapott.
Az 1930-as évek első felében tervezett bérházaik homlokzati megoldásai sablonosabb megoldásokat követnek, az akkor elterjedt trapéz alaprajzú zárt erkélyek tagolják vertikálisan a homlokzatokat, melyeket horizontális erkélyek kapcsolnak össze az első emelet vagy a legfelső szint magasságában (Felka utca 3. és 4., Radnóti Miklós utca 27. és 29., Kékgolyó utca 12., Hollán Ernő utca 18.). Az alaprajzi szisztéma megváltozott, az udvari szárnyak elmaradtak a függőfolyosóval együtt, a központi elhelyezésű lépcsőházak köré 3-4 fogatú alaprajzokat alakítanak ki. Az avantgárd moderntől eltérő felfogásukat jól példázza a közel azonos időben épült Nyiri és Lauber tervezte Kékgolyó utca 10. és a szomszédos, Barát és Novák tervezte bérház homlokzati kialakítása.
Az évtized közepén az ún. Georgia-bérház (Rákóczi út 4.) építésével értek fel pályájuk csúcsára. Az épület homlokzati tagolását a később épült, Hültl Dezső tervezte MTA bérház is átvette, a kettős épület alaprajzi formáját pedig a Rákóczi útra tükörszimmetrikusan használta fel Zalaváry Lajos az 1991-ben épült Kelet-Nyugati irodaház (Rákóczi út 1-3.) épületénél. Az épület jelentőségét a kortársak is felismerték, a Magyar Építőművészek Szövetsége Mester-díjjal tüntette ki tervezőit. Ugyanebben az évben Hámor (Hamburger) Istvánnal közösen Novák Ede megbízást kapott a budai izraelita hitközség lágymányosi zsinagógájának, paplakjának és iskolájának tervezésére. Közülük csak a zsinagóga valósult meg 1936-ban. (Az épületet jelentősen, szinte a felismerhetetlenségig átépítették, ma kultúrházként funkcionál.)
A Barát-Novák iroda a Georgia sikerének hatására a következő évtizedben főleg bérházak tervezésére kapott megbízást (Barát utca 10., Alig utca 5., Szabó Ilonka utca 10.). Ez utóbbi szerényebb méretben, de a Georgia-ház mintájára készült. Sajnos a főváros ostroma idején súlyosan megsérült, és leegyszerűsítve állították helyre.
A Weiss Manfréd nyugdíjpénztár bérházának (Közraktár utca 22/b-c.) tervezésekor munkakapcsolatba kerültek a korszak egyik legjelentősebb bérháztervezőjével Hofstätter Bélával, akivel Novák Ede, felesége révén, rokoni kapcsolatban állt. Terveztek még néhány modern stílusú bérvillát (egyiket az általuk 8 évvel korábban tervezett neoklasszicista Halom-villa szomszédságában: Herman Ottó utca 7., Rippl-Rónai utca 5.), a megbízások száma azonban a zsidótörvények hatására jelentősen csökkent. A Barát-Novák iroda utolsó munkája a Hungária Gőzmalmok Rt nyugdíjpénztárának kettős bérháza volt, mely a háborús viszonyok között vontatottan épült (Liszt Ferenc tér 3. – Paulai Ede utca 67.). A német megszállás idején Novák Edét munkaszolgálatra hívták be, később svájci menlevéllel a svéd követség szükségkórházának építőmunkásaként vészelte át a nyilas rémuralmat.
Barát Béla 1945. január 20-án bekövetkezett halála után a közös irodájukat egyedül vitte tovább az iroda 1948-as megszűnéséig. Novák Ede a Fővárosi Közmunkák Tanácsa szakértőjeként kapcsolódott be a helyreállítási munkálatokba, de magánépítészi tevékenységét is fenntartotta: Bajor Gizi villájának helyreállítását tervezte, és indult a Szent László kórház tervpályázatán. 1948 októberében belépett a Perényi Imre szervezte Építéstudományi Központba, az első állami tervezővállalatba, annak átszervezése után a Magasépítési Tervező Intézetbe (MATI) került, ahol Csaba Lászlóval, Bene Lászlóval és Bakó Istvánnal vidéki bölcsődék, óvodák és orvoslakások típusterveinek készítésével foglalkozott. A következő átszervezés után a MEZŐTERV-ben találta magát, ahol a sopronhorpácsi répa magtár hengeres épületének terveit készítette el. Az Építésügyi Minisztérium 1951-ben rövid időn belül kétszer is áthelyezte, előbb a VÁTI-ba osztályvezetőnek, majd a KÖZTI-be a Műszaki Osztály vezetőjének és főmérnök-helyettesnek. Ezekben a történelmi fordulatokban sűrű években már nem jutott építészi kvalitásaihoz méltó feladatokhoz. Halálát szívkoszorúér-rögösödés okozta.

## Művei

### Barát Bélával
- 1912-13. Kultuszminisztérium I. számú Sárkány utcai Állami Polgári Leányiskola, Budapest XIX. Ady Endre utca 73-75.
- 1913-14. Pénzügyminisztérium Wekerle-telepe, Budapest XIX. Kós Károly tér 12.
- 1913-14. Pénzügyminisztérium Wekerle-telepe, Budapest XIX. Kós Károly tér 13.
- 1914 körül Nyitrai Központi Bank, Nyitra, Tóth Vilmos utca 35. (ma Štefánikova trieda 35.)
- 1915. Wellisch-mauzóleum, Budapest X. Kozma utcai temető
- 1918-19. Országos Lakásépítési Miniszteri Bizottság kislakásos lakótelepe, Budapest X. Pongrác út 17. J. jelű épület
- 1922-23. Magyar Forgalmi Bank emeletráépítése, Budapest V. József nádor tér 5-6.
- 1920-as évek: A kaposvári cukorgyár tisztviselőtelepe és kaszinója, Kaposvár, Hársfa utca.
- 1924-25. Posta anyagszertár raktárcsarnoka, Budapest IX. Gyáli út 18-20.
- 1924. Deutsch Emil és Zsigmond villája, Budapest II. Érmelléki út 8.
- 1926 Molnár Péter családi háza, Budapest II. Gábor Áron utca 40.
- 1926-27. Szeghalom, adóhivatal és pénzügyőrlaktanya
- 1927. Hoffmann Benedek és neje Hofstätter Lenke bérháza, Budapest XIII. Pannónia utca 14. - Katona József utca 12.
- 1927. Gerő József családi háza, Budapest, XII. Dobsina út 3.
- 1927. Magyar Általános Ingatlanbank családi háza, Budapest, XII. Németvölgyi út 65.
- 1927. Németvölgyi út 67. – Muskátli utca 2., (klasszicizáló ikerház, átalakítás és szintbővítés: Jellinek Kálmán építőmester, 1939)
- 1927. Bacher Adolf villája, Budapest, II. Fillér utca 59.
- 1927-28. Kirschner József és neje bérháza, Budapest XIII. Pannónia utca 12.
- 1927-28 Szegő Gyula családi háza, Budapest II. Szilfa utca 8.
- 1928. Leimdörfer Ferenc villája, Budapest II. Csopaki utca 8.
- 1928-29. Bíró Henrik és Bíró László bérháza, Budapest XIII. Csanády utca 4/b - Kresz Géza utca 31/a
- 1929. OTI Albertfalva kertvárosi lakótelepe, Budapest XI. Építész utca - Fegyvernek utca - Vegyész utca - Karcag utca
- 1929. Uhr Bernát családi háza, Bp., XIV. Kövér Lajos utca 27.
- 1929. Hoffmann Benedek bérháza, Budapest VII. Wesselényi utca 26.
- 1929-30. Halom Imre villája, Budapest II. Herman Ottó utca 9.
- 1930. Halom Dezső villája, Budapest XII. Eötvös út 32.
- 1930-31. Bolgár Arnold és neje bérháza, Budapest XIII. Felka utca 4.
- 1931. Kislakásos mintatelep, Földesi Gyula háza, Budapest II. Napraforgó utca 22.
- 1931. Magyar Általános Ingatlanbank Rt bérvillája, Budapest XI. Somlói út 56.
- 1931. Felka utca 3. bérházépítő Rt bérháza, Budapest XIII. Felka utca 3.
- 1931-32. Pollák Jakab villája, Budapest XI. Rezeda utca 3.
- 1931-32. Dr. Grünwald Béláné bérháza, Budapest II. Fő utca 69. és Margit rakpart 41.
- 1931-32. Sziget utca 29. Bérház Rt. bérháza, Budapest XIII. Radnóti Miklós utca 29. - Hollán Ernő utca 23.
- 1931-33. Sziget utca 27. Bérház Rt. bérháza, Budapest XIII. Radnóti Miklós utca 27. - Tátra utca 22/a
- 1932. Magyar Általános Ingatlanbank Rt ikervillája, Budapest Gábor Áron utca 3. (részben átépítve)
- 1932. Dr. Turnai Lajos bérháza, Budapest XIII. Garam utca 30.,
- 1932. Szana Zsigmondné bérvillája, Budapest II. Kitaibel Pál utca 11.
- 1932-33. Grün Hugó és Pressburger Riza bérvillája, Budapest II. Garas utca 24/a
- 1932-33. Vitális Sándor villája, Budapest II. Lepke utca 11-13.
- 1932. Vértes Gyuláné villája, Budapest II. Pasaréti út 109.
- 1933. Altus Építő Rt bérvillája, Budapest II. Gábor Áron utca 11.
- 1933. Hári Géza villája, Budapest II. Mandula utca 20.
- 1933. Schwartzer-féle szanatórium Rt bérháza, Budapest XII. Kékgolyó utca 12.
- 1933. Czinner Vilmos bérháza, Budapest XII. Németvölgyi út 4.
- 1933. Chrambach Frigyesné bérháza, Budapest I. Koronaőr utca 6/b. (maː Kosciuszkó Tádé utca 8.)
- 1933-34. Lugos János villája, Budapest I. Szirtes út 9.
- 1933-34. Szegő Béla villája, Budapest II. Csopaki utca 3/b
- 1933-34. Mayer Ernő és birtokostársai bérháza, Budapest XIII. Hollán Ernő utca 18.
- 1934. Kohner Arthur és neje villája, Budapest II. Pasaréti út 46.
- 1934. Manasteriotti Ferencné villája, Budapest II. Vérhalom utca 33/a
- 1935. Vargha Vilmos villája, Budapest II. Budenz utca 28.
- 1935. Mezőgazdasági Ipar Rt Nyugdíjpénztára un. Georgia bérpalotája, Budapest VII. Rákóczi út 4.
- 1935-36. Knapp Mihályné villája, Budapest, I. Szirtes út 36. (elpusztult)
- 1935-36. Budai izraelita hitközség zsinagógája, Budapest XI. Bocskai út 37. (Hámor Istvánnal)
- 1936. Belterületi Telekértékesítő Kft bérháza, Budapest VII. Barát utca 10.
- 1936. Locatio kft bérháza, Budapest XIII. Alig utca 5.
- 1936-37. Goldziher Károlyné (Herz Erzsébet) és birtokostársai (Herz Auguszta, Herz Magda) bérháza, Budapest XI. Eszék utca 3.
- 1937. Remonsin-Kende Mária villája, Budapest II. Herman Ottó utca 7.
- 1937. Popper László Géza villája, Bp. II. Gárdonyi Géza utca 35.
- 1938. Klár András és neje Czartoryski Mária színésznő bérházának átalakítása, Budapest I. Móra Ferenc utca 1.
- 1938. Révai Béla bérháza, Budapest I. Szabó Ilonka utca 11.
- 1939-40. Halász Ferenc és neje Fráter Rózsi Zsófia villája, Budapest XII. Szendrő utca 4. - Sólyom utca 8.
- 1939-40. Leimdörfer Ferenc bérháza, Budapest, XIV. Dorozsmai köz 17.
- 1939-40. Szeyringer Mária villája, Budapest, XII. Kútvölgyi út 44. (ma Hadik András út 14.)
- 1941. Weiner Samu bérvillája, Budapest VI. Rippl-Rónai utca 5. - Délibáb utca 23.
- 1940-41. Weiss Manfred Vállalatok Elismert Nyugdíjpénztára Rt bérháza, Budapest IX. Közraktár utca 22/b-c. - Bakács utca 2/a (Hofstätter Bélával)
- 1940-41. Pál József bérháza, Budapest IX. Lónyay utca 39/a
- 1941. Leimdörfer Ferenc bérháza, Budapest XIII. Kassák Lajos utca 44.
- 1941-42. Erdős Ármin villája Budapest II. Lepke utca 8.
- 1941-42. Dr. Lehoczky Tibor családi háza, Budapest XII. Diana utca 33/a.
- 1942-44. Hungária Egyesült Gőzmalmok Rt. Nyugdíjintézete kettős bérház, Budapest VI. Liszt Ferenc tér 3.
- 1942-44. Hungária Egyesült Gőzmalmok Rt. Nyugdíjintézete kettős bérház, Budapest VI. Paulay Ede utca 67.

### Önálló munkái
- 1947 k. Bajor Gizi villájának helyreállítása XII. Stromfeld Aurél utca. 16.
- 1948-49. Országos Továbbképző Társaság Tangazdasága, Bonyhád
- 1949-50. Bács-Kiskun megyei Tejipari Egyesülés Vajüzeme, Bácsbokod (Bakó Istvánnal)
- 1950 körül Ganz vagongyár szerelőcsarnoka
- 1950-51. Sopronhorpács, répamagtár

### Pályázatok
- 1909: Magyar Műhely- és Raktártelep bérház átalakítása, Budapest[6]
- 1911. Szombathelyi Takarékpénztár Rt új épületére kiírt tervpályázat, 3. díj
- 1913. Temesvári Bank és Kereskedelmi Rt székháza, megvétel
- 1914. Vác városrendezési tervpályázat, 1. díj (Langer Bélával)
- 1918. Kassai városszabályozási tervpályázat, 3. díj
- 1921. Miskolc városrendezési tervpályázat, 3. díj
- 1925. Salgótarján városrendezési tervpályázat, 2. díj
- 1926. Széchenyi fürdő uszodája tervpályázat, megvétel
- 1926. Budapesti székesfőváros tanácsa pályázta a Fehérvári úti bérházra, jelige: "APA" Budapest XI. Fehérvári út 88., megvétel
- 1926. Budapesti székesfőváros tanácsa pályázta a 3. elektromos bérházra, jelige: "Volta" , Budapest V. Markó utca és Honvéd utca sarok, megvétel
- 1926-1927. Földművelésügyi Minisztérium 3 különböző típusú téligazdasági iskola pályázata, az első és a második típusnál 3. díj
- 1928. Hősök temploma pályázat, Budapest VII. Dohány utca – Wesselényi utca sarok, díjazott terv
- 1928. Budai izraelita hitközség eszmei tervpályázata körzeti templom, iskola és bérház építésére, 2. díj (1. díjat nem adtak ki), Budapest XI. Váli út 6-8.
- 1930. Debreceni városháza tervpályázata, 2. díj
- 1933. Kelenföldi izraelita templom, iskola és paplak tervpályázata, Budapest, XI. Váli út 6-8. 1. díj
- 1933. Műszaki emlékmű pályázat, dicséret (szobrász Margó Ede)
- 1935 Budapesti honvéd gyalogezred hősi emlékműve (szobrász Margó Ede, Medgyesi Ferenc)
- 1948. Szent László kórház pályaterve, jelige: "Főváros", Budapest, IX. Gyáli út, megvétel